# Cap Blanc (Mallorca)
El cap Blanc és un cap de la costa meridional de l'illa de Mallorca on la línia de la costa canvia l'orientació E-W per la de SE-NW. És al municipi de Llucmajor i fa de límit oriental de la badia de Palma. A uns 3 km vers l'interior hi ha la possessió des Cap Blanc; al mateix cap al 1587 fou bastida la torre del Cap Blanc, cònica. El far del cap Blanc es construí l'any 1862. Té un plànol focal de 90 m sobre el nivell de la mar i de 10 m sobre el terreny. És de 6è ordre, ja que arriba a les 20 milles nàutiques.